# Acraea emini
Acraea emini är en fjärilsart som beskrevs av Gustav Weymer 1903. Acraea emini ingår i släktet Acraea och familjen praktfjärilar. Inga underarter finns listade i Catalogue of Life.